# دان بلاك
دان بلاك (بالإنجليزية: Dan Black)‏ (و. 1976  م) هو مغني، ومغن مؤلف إنجليزي، ولد في باكينغهامشير، يستخدم آلات قيثارة.

## روابط خارجية
- دان بلاك على موقع ميوزك برينز (الإنجليزية)
- دان بلاك على موقع أول ميوزيك (الإنجليزية)
- دان بلاك على موقع ديسكوغز (الإنجليزية)